# كريستين بروكنر
كريستين بروكنر (بالألمانية: Christine Brückner)‏ (و. 1921 – 1996 م) هي مؤلفة، وكاتِبة ألمانية، توفيت في كاسل، عن عمر يناهز 75 عاماً.

## جوائز
حصلت على جوائز منها:
- وسام الاستحقاق في هسن
- صليب القائد لنيشان استحقاق جمهورية ألمانيا الاتحادية.

## وصلات خارجية
- كريستين بروكنر على موقع IMDb (الإنجليزية)
- كريستين بروكنر على موقع مونزينجر (الألمانية)
- كريستين بروكنر على موقع ميوزك برينز (الإنجليزية)
- كريستين بروكنر على موقع ديسكوغز (الإنجليزية)

- كريستين بروكنر في قاعدة بيانات الأفلام على الإنترنت